# Parler
Parler es un servicio de microblogging y redes sociales con sede en Estados Unidos que se lanzó en agosto de 2018. El sitio ha sido descrito como una alternativa a Twitter y es popular entre las personas que han sido excluidas de las principales redes sociales o que se oponen a sus políticas de moderación de contenidos, particularmente entre grupos conservadores de derecha y seguidores del expresidente Donald Trump. Algunos de ellos acusan a Twitter y otras redes sociales de censura.
El sitio se comercializa a sí mismo como una "libertad de expresión" y una alternativa imparcial a las principales redes sociales como Twitter y Facebook. Sin embargo, periodistas y usuarios han criticado el servicio por políticas de contenido que son más restrictivas de lo que retrata la empresa, y en ocasiones más restrictivas que las de sus competidores. En julio de 2020, el sitio tenía 2,8 millones de usuarios, muchos de los cuales se unieron a mediados de 2020.
El 8 de enero de 2021 fue retirada de la tienda de aplicaciones Android, tras acusaciones de haber sido utilizada para organizar el asalto al Capitolio de los Estados Unidos. Apple también eliminó la aplicación de su tienda, tras solicitar una mejora en el sistema de moderación de contenidos. Amazon dejó de prestarle servicio de alojamiento web, tras solicitar a Parler eliminar contenidos que al parecer de Amazon "incitan a la violencia".
El 15 de febrero de 2021, el sitio web volvió a funcionar, con el nuevo CEO Mark Meckler, y con nuevo proveedor de alojamiento, pero todavía no ha abierto para el registro de usuarios nuevos.

## Historia

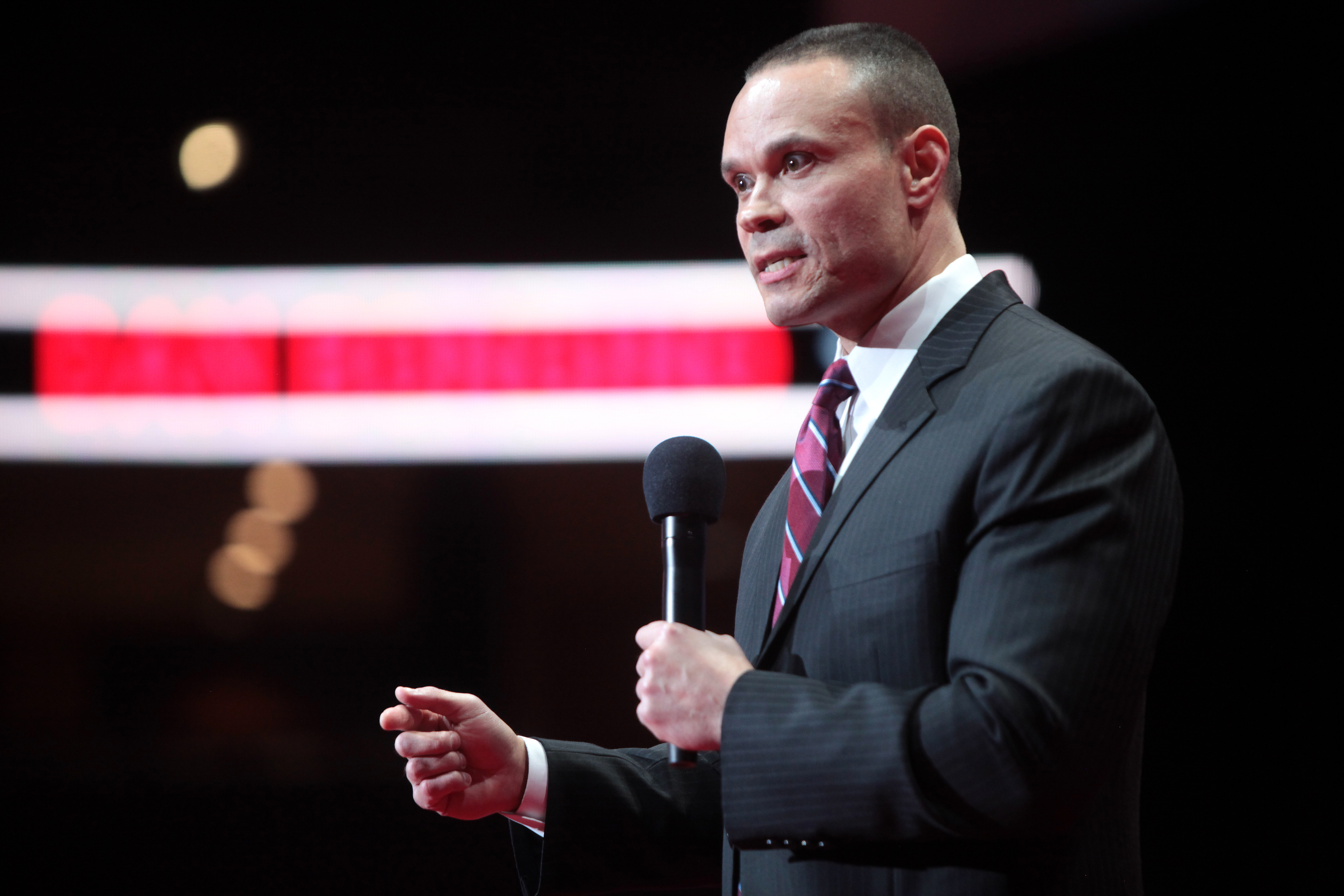
En junio de 2020, Dan Bongino (en la foto) anunció que había comprado una "participación de propiedad" en Parler. La empresa se ha negado a proporcionar una lista completa de propietarios.

Parler (del francés "hablar") fue fundada por John Matze y Jared Thomson en Henderson, Nevada en 2018. Matze es el director ejecutivo y Thomson se desempeña como director de tecnología. Tanto Matze como Thomson son alumnos del programa de informática de la Universidad de Denver, y algunos otros miembros del personal superior de Parler también asistieron a esa universidad.
Parler se lanzó en agosto de 2018, y su base de usuarios creció a 100.000 usuarios en mayo de 2019. Un tuit de diciembre de 2018 de la activista conservadora Candace Owens atrajo a 40.000 de esos usuarios al sitio, lo que provocó que los servidores de Parler funcionaran mal. El sitio inicialmente atrajo a algunas personalidades republicanas, incluido el exgerente de campaña de Donald Trump Brad Parscale, el senador de Utah Mike Lee, y el abogado de Donald Trump, Rudy Giuliani, y algunos que estaban excluidos de otras redes sociales como los activistas de extrema derecha y comentaristas Gavin McInnes, Laura Loomer y Milo Yiannopoulos. Reuters escribió que Parler había sido "principalmente un hogar para partidarios del presidente de Estados Unidos, Donald Trump" hasta junio de 2019. Matze le dijo a la organización de noticias que aunque tenía la intención de que Parler fuera bipartidista, el sitio había centrado sus esfuerzos de marketing hacia los conservadores cuando comenzaron a abrazar el sitio web. 
En junio de 2019, Parler dijo que su base de usuarios se duplicó con creces cuando alrededor de 200.000 cuentas de Arabia Saudita se registraron en la red social. En gran parte partidarios del controvertido príncipe heredero de Arabia Saudita Mohammed bin Salman, los usuarios migraron de Twitter después de alegar que estaban experimentando censura en la plataforma. Aunque Twitter no reconoció la eliminación de publicaciones de usuarios saudíes que podrían haber desencadenado el éxodo, la compañía había desactivado previamente cientos de cuentas que apoyaban al gobierno de Arabia Saudita, que Twitter había descrito como cuentas "inauténticas" en un "ejército electrónico" que impulsaba la agenda del gobierno de Arabia Saudita. La afluencia de nuevas cuentas a Parler provocó algunas interrupciones en el servicio, que en ocasiones dejaron el sitio inutilizable. Parler describió las cuentas sauditas como parte del movimiento nacionalista del Reino de Arabia Saudita y animó a otros usuarios a darles la bienvenida al servicio. Algunos de los usuarios sauditas tuitearon el hashtag #MAGA y las fotos del presidente Donald Trump con la familia real saudí para tratar de ganarse el favor de la base de usuarios de extrema derecha y en gran parte de Parler que apoya a Donald Trump. Las cuentas sauditas encontraron una recepción mixta entre la base de usuarios existente; algunos dieron la bienvenida a los usuarios sauditas, otros hicieron comentarios islamófobos y algunos expresaron su creencia de que las nuevas cuentas eran bots. 
Parler experimentó un aumento en sus suscriptores a mediados del año 2020. En mayo, Twitter provocó indignación entre el presidente Donald Trump y sus partidarios cuando marcó algunos de los tuits del presidente sobre las boletas electorales por correo como "potencialmente engañosos" y un tuit sobre las protestas de George Floyd como "glorificando la violencia". En respuesta, Parler publicó una "Declaración de Independencia de Internet" siguiendo el modelo de la Declaración de Independencia de los Estados Unidos y comenzó a usar el hashtag #Twexit (una referencia al Brexit). Al describir a Twitter como un "tirano tecnológico" que censuraba a los conservadores, la campaña alentó a los usuarios de Twitter a migrar a Parler. El comentarista conservador Dan Bongino anunció el 16 de junio que había comprado una "participación de propiedad" en Parler en un esfuerzo por "luchar contra los tiranos tecnológicos" en Twitter y Facebook. El 18 de junio, Brad Parscale respaldó a Parler en un tuit, también escribió: "Hola @twitter, sus días están contados" e incluyó una captura de pantalla de un tuit del presidente Donald Trump que Twitter había marcado como medios manipulados.
El 19 de junio, la controvertida personalidad inglesa de los medios de comunicación de derecha Katie Hopkins fue suspendida permanentemente de Twitter por violar sus políticas sobre "conducta de odio". Una cuenta que afirma ser suya apareció en Parler poco después de la prohibición y fue rápidamente verificada por Parler. Después de recolectar 500 dólares en donaciones solicitadas a Parler para supuestamente demandar a Twitter por la prohibición, Parler eliminó la cuenta. Una cuenta de Twitter afiliada al grupo hacktivista Anonymous se atribuyó la responsabilidad por la suplantación el 20 de junio, diciendo que las donaciones serían donadas a Black Lives Matter, un movimiento del que Katie Hopkins se ha burlado en el pasado. Parler reconoció que el imitador había sido "verificado incorrectamente por un empleado", y Matze se disculpó públicamente. La propia Katie Hopkins se unió a Parler el 20 de junio, y Matze publicó que había verificado personalmente su cuenta. El incidente llamó la atención de Parler en el Reino Unido. Trece diputados se habían unido al 23 de junio y algunos activistas conservadores y de derecha británicos respaldaron el servicio a través de Twitter. 
El 24 de junio de 2020, el diario The Wall Street Journal informó que la campaña de Donald Trump buscaba alternativas a las redes sociales que habían restringido sus publicaciones y publicidad, y que se estaba considerando a Parler. El senador de Texas Ted Cruz publicó un video de YouTube el 25 de junio en el que denunció a otras plataformas de redes sociales por "silenciar flagrantemente a aquellos con quienes no están de acuerdo" y anunció que estaba "orgulloso de unirse a Parler". Otras figuras prominentes republicanas y conservadoras también se unieron en junio, incluido el representante de Ohio Jim Jordan, la miembro de la Cámara de Representantes de los Estados Unidos de Nueva York Elise Stefanik y la ex embajadora de la ONU Nikki Haley.
El controvertido presidente de derecha de Brasil, Jair Bolsonaro, se unió a Parler el 13 de julio. A principios de julio, su hijo Flávio Bolsonaro apoyó a Parler en Twitter. Como resultado de su interés en el sitio, Parler experimentó una ola de registros de Brasil en julio. Según Bloomberg News, al 15 de julio de 2020, los usuarios brasileños representaron más de la mitad de todos los registros de Parler ese mes. Twitter también había eliminado algunas de las publicaciones del presidente Jair Bolsonaro en marzo de 2020 aduciendo que violaba sus reglas sobre la difusión de desinformación relacionada con la pandemia de COVID-19. Según Alexa Internet el 5 de agosto de 2020, el 15,7% de los visitantes del sitio durante los 30 días anteriores procedían de Brasil.
En enero de 2021, tras informaciones que indicaban que el asalto al Capitolio de los Estados Unidos había sido organizado mediante Parler, Apple eliminó la aplicación de su tienda de aplicaciones, tras dar un aviso de 24 horas solicitando una mejora en el sistema de moderación de contenidos. Google la retiró de su tienda en Android por el mismo motivo. Amazon dejó de prestarle servicio de alojamiento web, tras solicitar a Parler eliminar contenidos que inciten a la violencia.
La intención declarada del investigador era hacer un registro público de las pruebas "muy incriminatorias" contra quienes participaron en el asalto. El volcado de datos se publicó en línea y el investigador ha dicho que los datos finalmente estarán disponibles en Internet Archive. Según Ars Technica, la razón por la que el investigador pudo extraer los datos tan fácilmente se debió a la mala calidad de codificación del sitio web de Parler y las fallas de seguridad. Un investigador raspó aproximadamente 80 terabytes de publicaciones de Parler que representan el 99% de las publicaciones de Parler. Los datos raspados incluían más de 1 millón de videos, que mantenían metadatos de GPS que identificaban las ubicaciones exactas de donde se grabaron los videos, así como texto e imágenes. Algunos de los datos incluían publicaciones marcadas como privadas o que los usuarios habían intentado eliminar. El volcado de datos se publicó en línea y el investigador ha dicho que los datos finalmente estarán disponibles en Internet Archive.

#### Intentos de volver en línea
Matze escribió en una publicación de Parler el 9 de enero que Parler podría no estar disponible durante una semana mientras trabajaban para "reconstruir desde cero" y cambiar a un nuevo proveedor de servicios.
En una entrevista con Fox News el 10 de enero, Matze dijo que Parler se había enfrentado a problemas para encontrar un nuevo proveedor de servicios, lo que contradice una publicación anterior de Parler en la que había declarado que muchos proveedores estaban compitiendo por su negocio. También dijo que otros se habían negado a trabajar con Parler: "Todos los proveedores, desde los servicios de mensajes de texto hasta los proveedores de correo electrónico y nuestros abogados, también nos abandonaron el mismo día".
El 10 de enero, Parler transfirió su registro de nombre de dominio a Epik, un registrador de dominios y empresa de alojamiento web conocida por alojar sitios web de extrema derecha como Gab e Infowars. Según un informe del Wall Street Journal del 12 de enero, otros proveedores de alojamiento en la nube que podrían alojar a Parler serían Google, Microsoft u Oracle. En el momento de la publicación, Parler no se había puesto en contacto con Microsoft y no utilizaría Oracle para el alojamiento en la nube; Google se negó a comentar, pero el Journal señaló que le habían negado a Parler un puesto en su tienda de aplicaciones. El Journal también señaló que Parler podría considerar el uso de empresas de alojamiento en la nube más pequeñas, pero que algunos tecnólogos dudaban de la capacidad de dichas empresas para proporcionar alojamiento estable a un servicio tan utilizado. Uno de esos proveedores más pequeños, DigitalOcean, señaló que no aceptarían a Parler como cliente.
En septiembre del 2022, Google anunció el regreso de Parler a su tienda de aplicaciones, añadiendo que la empresa ha aumentado sus esfuerzos de moderación de contenido después de principios del 2021.

## Uso
En la última semana de junio de 2020, se estimó que la aplicación tenía más de 1,5 millones de usuarios diarios. Al 15 de julio de 2020, Parler tenía 2.8 millones de usuarios totales y se había descargado 2.5 millones de veces, casi la mitad de las cuales fueron en junio. El 26 de junio, Parler fue la mejor aplicación más popular en la App Store. en la categoría de noticias en la App Store de Apple y la 24 en general. A finales de junio, Parler estaba entre las cinco mejores aplicaciones gratuitas en Google Play Store. El 3 de julio, Parler fue la tercera aplicación más popular en la App Store.
A pesar de la ola de registros a mediados de 2020, algunos medios de comunicación han expresado dudas de que Parler siga siendo popular o ingrese al uso general. Según TheWrap, después de varias semanas de más de 700.000 descargas a la semana, las descargas semanales de Parler volvieron a bajar a los 100.000 a mediados de julio. Bloomberg News también informó que las descargas de la aplicación se habían ralentizado sustancialmente después de la ola inicial y describió los números de descargas de junio de Parler como una "pequeña fracción" de aplicaciones como TikTok, que recibe decenas de millones de descargas al mes. La base de usuarios de Parler, aunque creció sustancialmente a mediados de 2020, siguió siendo mucho menor que la de sus competidores. En julio de 2020, Twitter tenía 300 millones de usuarios activos y Facebook tenía 2.600 millones de usuarios activos, mientras que Parler tenía 2.8 millones de usuarios en total. Slate escribió que las redes sociales alternativas como Parler "normalmente... simplemente no crecen tanto".
Aunque algunas figuras de alto perfil han creado cuentas en Parler, muchas de ellas permanecen más activas y tienen bases de seguidores sustancialmente más grandes en las redes sociales principales.. Mic cuestionó cuánto tiempo duraría el pico de popularidad de Parler, citando como un obstáculo la renuencia entre aquellos con grandes seguidores en Twitter a migrar a un nuevo servicio. The Daily Beast señaló en julio de 2020 que muchos conservadores de alto perfil que abrieron cuentas en Parler el mes anterior habían dejado de usar el sitio desde entonces, mientras permanecían activos en las principales redes sociales. Algunos han descrito a Parler como una copia de seguridad en caso de que Twitter los prohíba.

## Contenido y base de usuario
Parler tiene una base de usuarios significativa de partidarios y conservadores de Donald Trump. Se destaca por su contenido de derecha y extrema derecha y antifeminista. El sitio también incluye contenido antimusulmán, aunque también tiene una base de usuarios sustancial de nacionalistas de Arabia Saudita que apoyan al príncipe heredero y al primer ministro de facto de Arabia Saudita, Mohammed bin Salman. Tanto The Independent como The Forward han notado la presencia de contenido antisemita y teorías de conspiración en el sitio. Matze le dijo a The Forward que no estaba al tanto del contenido antisemita en Parler, pero que no le sorprendió que estuviera allí. Él cree que eliminar el contenido de odio solo radicaliza aún más a las personas, diciendo: "Si vas a luchar contra los puntos de vista de estas personas, deben estar al descubierto... No obligues a estas personas a ir a los rincones de Internet donde no se podrá demostrar que están equivocados ". La politóloga Alison Dagnes ha dicho sobre la postura de Parler sobre el discurso en la plataforma: "No creo que se pueda tener ambas cosas... No existe el discurso de odio civilizado". El experto en extremismo Chip Berlet dijo sobre las opiniones de Matze sobre el contenido de odio: "Creo que está lleno de eso... Creo que sabe exactamente lo que está creando, está animando a las personas a las que básicamente no les gustan otras personas en el país... así es, este es un lugar para que la gente se contagie de su propia intolerancia".
Parler ha servido como una cámara de eco para el contenido de extrema derecha o de apoyo a Donald Trump, de acuerdo con The Independent, el New Statesman y Fast Company. A mediados de 2020, Jack Posobiec, corresponsal de la pro-Donald Trump OANN y exdefensor de la teoría de la conspiración Pizzagate, comparó el servicio a una concentración de apoyo a Donald Trump, diciendo que Parler carece de la "energía" que Twitter se basa en tener comunidades de personas con diferentes puntos de vista. Casi al mismo tiempo, el investigador y profesor de extremismo Amarnath Amarasingam dijo de Parler, "hablar contigo mismo en los rincones oscuros de Internet en realidad no es tan satisfactorio", y que era escéptico que Parler animaría a la extrema derecha sin usuarios de izquierda con los que puedan interactuar y luchar. En junio de 2020, Matze dijo que quería ver más debate en la plataforma y ofreció una "recompensa progresiva" de 10 000 dólares a los expertos liberales con al menos 50 000 seguidores en Twitter o Facebook que se unirían al sitio; al no recibir ningún comprador, luego aumentó esta cantidad a 20 000 dólares.
Parler se refiere a los usuarios de su servicio como Parleyers. Parler es una de varias plataformas de redes sociales alternativas, incluidas Minds, MeWe, Gab y BitChute, que son populares entre las personas excluidas de las redes sociales principales como Twitter, Facebook, YouTube, Reddit e Instagram. Deen Freelon y sus colegas que escribieron en Science caracterizaron a Parler como uno de los sitios de tecnología alternativa que están "dedicados a las comunidades de derecha", y enumeraron el sitio junto con 4chan, 8chan, BitChute y Gab. Señalaron que también hay plataformas de tecnología alternativa más ideológicamente neutrales, como Discord y Telegram.

## Aspecto y características
Parler es un servicio de Microblogging que es tanto un sitio web como una aplicación. Originalmente, el nombre estaba destinado a pronunciarse como en francés (/ p ɑːr l eɪ /, PAR -lay), pero a menudo se pronuncia como la palabra inglesa " parlor " (/ p ɑːr l ər /, PAR -ler). Está disponible tanto en Apple App Store como en Google Play Store. Los usuarios que se registran para obtener cuentas pueden seguir las cuentas de otros usuarios. A diferencia de Twitter, el feed de publicaciones - llamadas "Parleys" o "Parlays" - de las cuentas seguidas aparece al usuario cronológicamente, en lugar de a través de un proceso de selección basado en algoritmos. Las conversaciones están limitadas a 1,000 caracteres de longitud, y los usuarios pueden "votar" o "hacerse eco" de las publicaciones de otros usuarios a quienes siguen, funciones que se han comparado con los "me gusta" y "retweet" de Twitter. "funciones. La plataforma también incorpora una función de mensajería directa, que permite a los usuarios comunicarse de forma privada entre sí. Las figuras públicas se verifican en la aplicación con una insignia dorada y las cuentas de parodia se identifican con una insignia violeta. Cualquiera que verifique su identidad proporcionando una identificación con foto emitida por el gobierno durante el registro se identifica con una insignia roja.
Parler ha sido descrito por Forbes en junio de 2020 como "como un Twitter básico". El mismo mes, Fast Company escribió que Parler estaba "bien diseñado y organizado", señalando también su apariencia similar a Twitter. The Conversation describió el servicio en julio de 2020 como "muy similar a Twitter en apariencia y función, aunque más tosco". Jacob Wohl, un teórico de la conspiración de extrema derecha que dijo que usaría la plataforma después de que fuera expulsado de Instagram y Facebook, criticó la experiencia del usuario del sitio en septiembre de 2020, diciendo: "Sus medios técnicos son atroces, Parler apenas funciona, es un sitio web y una aplicación que encajaría perfectamente, aproximadamente en 2006 Es realmente malo".

### Contenido y moderación
Parler se describe a sí misma como una plataforma de libertad de expresión, y sus fundadores han proclamado que el sitio se involucra con una moderación mínima y no verificará las publicaciones. También han dicho que permitirán publicaciones que hayan sido eliminadas o marcadas como información errónea en otras redes sociales como Twitter. El director ejecutivo de Parler, Matze, dijo en una entrevista con CNBC el 27 de junio de 2020: "Somos una plaza comunitaria, una plaza abierta, sin censura... Si puedes decirlo en la calle de Nueva York, puedes decirlo en Parler ". El sitio web ha sido popular entre los conservadores que alegan que Twitter ha sido parcial al moderar el contenido o señalar información errónea.
Sin embargo, el sitio ha sido criticado por algunos que creen que sus políticas de contenido son más restrictivas de lo que describe la compañía y a veces, más restrictivas que las de las principales plataformas de redes sociales a las que afirma ser una alternativa imparcial de libertad de expresión. Las pautas del sitio de Parler no permiten contenido que incluya pornografía, obscenidad o indecencia; chantaje ; apoyo al terrorismo; falsos rumores; promover la marihuana y "palabras de lucha" dirigidas a otros. Parler dice que su política se basa en las posiciones de la Comisión Federal de Comunicaciones de los Estados Unidos (FCC) y Corte Suprema, aunque Gizmodo ha descrito esto como "absurdo", señalando que la FCC solo modera las ondas públicas, no el contenido de Internet y que algunas de las reglas de Parler son más restrictivas que las restricciones impuestas por la FCC o la Corte Suprema.
El 30 de junio de 2020, después de que Parler prohibiera una serie de cuentas, Matze publicó una publicación en el sitio web que describe algunas de las reglas del sitio. Algunas de las reglas en su publicación, como una que pide a los usuarios que no publiquen fotos de heces, fueron descritas por The Independent como "extrañas". Slate y Gizmodo señalaron que la respuesta principal a la publicación de Matze identificó que "Twitter permite cuatro de las cinco cosas que Parler censura". Algunas de las cláusulas del acuerdo de usuario de Parler han sido criticadas como "inusuales" y aparentemente contradictorias con su misión, incluida una que permite a Parler eliminar contenido y prohibir a los usuarios "en cualquier momento y por cualquier motivo o sin motivo", y uno que lo haría exigir al usuario que pague los gastos legales de Parler en los que incurra como resultado de su uso del sitio. TheDaily Dot informó el 30 de junio de 2020 que Parler había estado prohibiendo las cuentas de izquierda, incluidas las cuentas de parodia y las que criticaban a Parler. Newsweek también escribió sobre las cuentas que estaban prohibidas en el servicio, algunas de las cuales parecían haber estado probando intencionalmente los límites del espíritu de libertad de expresión del sitio. The Washington Post describió a un usuario que había sido prohibido por hablar en contra de los puntos de vista opuestos sobre Parler y publicar una foto "que algunos podrían considerar explícita". Mic escribió que Parler ha utilizado la información personal proporcionada durante el registro para prohibir a los que han identificado como "izquierdistas adolescentes". Will Duffield del Instituto Cato escribió que Matze aparentemente también había instituido una prohibición total sobre los partidarios del antifa.
Matze le dijo a The Washington Post que no ve las pautas del sitio de Parler como contradictorias con su postura sobre la libertad de expresión. En una entrevista con CNSNews.com el 5 de agosto de 2020, Matze reconoció que las pautas del sitio eran "realmente incómodas" y dijo que estaban siendo revisadas por un abogado. También dijo que Parler nunca prohibiría el discurso de odio, diciendo que la empresa "se niega a prohibir a la gente algo tan arbitrario que no se puede definir". En julio de 2020, Parler tenía un equipo de 200 moderadores voluntarios. Matze le dijo a Fortune el mismo mes que quería expandir el equipo de moderación a 1.000 voluntarios.

### Registro y verificación
Crear una cuenta y usar Parler es gratis. El registro requiere tanto una dirección de correo electrónico como un número de teléfono. En el momento del registro, los usuarios tienen la opción de proporcionar una foto suya y un escaneo del anverso y reverso de su identificación con foto emitida por el gobierno para que Parler verifique su cuenta. Los usuarios individuales pueden configurar su cuenta para ver solo Parleys de otros usuarios verificados, si así lo desean. Según Matze, el propósito de la función de verificación es permitir a los usuarios minimizar su contacto con los troles. Cualquiera que verifique su identidad en Parler recibe una insignia roja, y las personas consideradas figuras públicas se indican con una insignia dorada.
Según Matze, los escaneos de documentos de identificación enviados por los usuarios que optan por verificar sus cuentas se destruyen después de la verificación. Sin embargo, el requisito de que los escaneos de identificación se verifiquen ha generado teorías de conspiración sobre la retención y el uso de la información del usuario en el sitio.

## Negocios y finanzas
En junio de 2020, Parler ha sido financiado por inversores ángeles. En una entrevista del 27 de junio de 2020 con CNBC, Matze dijo que quería plantear una ronda institucional de financiamiento pronto, aunque expresó su preocupación de que los capitalistas de riesgo no estén interesados en financiar la empresa debido a diferencias ideológicas. Fortune escribió en junio de 2020 que la compañía planea agregar publicidad al sitio pronto. También planean generar ingresos basados en un esquema de emparejamiento de anuncios mediante el cual las empresas se emparejarían con personas influyentes de Parler para publicar contenido patrocinado y Parler tomaría un porcentaje de cada trato. Slate ha cuestionado el modelo de negocio de Parler, escribiendo que el plan de Parler de depender de los ingresos por publicidad "parece lejos de ser infalible" dado los boicots publicitarios de Facebook de 2020 por parte de algunas grandes marcas que se opusieron al contenido de odio en la plataforma.
En junio de 2020, Parler tenía 30 empleados. La empresa no ha revelado la identidad de sus propietarios; sin embargo, Dan Bongino anunció públicamente en 2020 que había comprado una "participación de propiedad" de valor no especificado. Matze dijo en una entrevista el 29 de junio de 2020 que el negocio no era rentable.